# イシュワール・バラブ
イシュワール・バラブ(ネパール語：ईश्वरबल्लभ; 英語:Ishwar Ballav; 1937年7月11日 - 2008年3月22日）は、最も影響力のあるネパールの詩人の一人 。ネパール文学史における新しい文学運動、テスロ・アヤム(第三の次元)を代表する詩人。

## 経歴
ネパール・サルラヒ郡で教師を務めた後、ターンブル高校でサンスクリット語の教師として赴任。インド・ダージリンに移り住んだ。
1960年代、ダージリンで活動していた同世代の2人の文芸評論家・バイラギ・カイラ（Bairagi Kaila）とインドラ・バハドゥール・ライ（Indra Bahadur Rai）と出会う。その後、1963年にダージリンでネパール文学の発展を再考し評価するためのグループを結成した。カイラらのグループは、自然主義やロマン主義的な傾向の強いネパール文学及びダージリン文学では現代人の意識の表現はできないと批判。ジャック・デリダやジャン・ボードワールらのポストモダニズムに影響を受け、新たな文学の流れをネパール文学にも取り入れようと試みた。1963年、カイラを中心に文芸雑誌『テスロ・アヤム(第三の次元)』を創刊した。バラブとライは、詩や文芸批評などを積極的に寄稿したが、組織的な文芸運動は次第に縮小し、バラブは独自の執筆活動をするようになった。
1972年に『Aagoka Phoolharu Hun Aagoka Phoolharu Hoinan』で、マダン賞を受賞した。

## 作品リスト
- Aagoka Phoolharu Hun Aagoka Phoolharu Hoinan
- Samantar
- Kashmai Devaya
- Euta Saharko kinarama[4]